# Ole Kirk Christiansen
Ole Kirk Christiansen (07 tháng 4 năm 1891 - 11 tháng 3 năm 1958) là người sáng lập của một công ty đồ chơi xây dựng Đan Mạch gọi là nhóm Lego. Ông là con trai thứ 10 của một gia đình nghèo khổ ở Jutland ở phía tây Đan Mạch. Sinh ra ở Filskov, Đan Mạch, ông được đào tạo như một người thợ mộc và bắt đầu làm đồ chơi bằng gỗ vào năm 1932 để kiếm sống sau khi bị mất việc làm do cuộc đại khủng hoảng. Chẳng bao lâu sau khi vợ Christiansen qua đời, để lại cho ông nuôi bốn người con trai của mình. Christiansen lấy cảm hứng để chế tác một món đồ chơi con vịt nhỏ bằng gỗ cho những đứa con của mình. Ông đã sớm phát hiện ra rằng con trai mình yêu món đồ chơi mới và quyết định đặt con vịt vào sản xuất, sử dụng gỗ còn lại của doanh nghiệp cũ của mình. Năm 1942, một đám cháy bùng phát tại nhà máy buộc họ phải xây dựng lại. Ban đầu, ông đã thực hiện phiên bản thu nhỏ của ngôi nhà và đồ nội thất như ông làm việc như một người thợ mộc, nhưng vào năm 1947 đã di chuyển lên sử dụng nhựa, mà ban đầu gấu nhựa nhỏ và lắc. Cho tới năm 1949, ông đã sản xuất hơn 200 đồ chơi bằng nhựa và gỗ.
Ole Kirk Christiansen đến với tên Lego  từ Đan Mạch từ "leg godt", có nghĩa là "chơi tốt", và công ty đã phát triển thành Tập đoàn Lego. Ngày 11 tháng 3 năm 1958, Christiansen mất vì một cơn đau tim lúc 66 tuổi, con trai thứ ba của ông là Godtfred Kirk Christiansen tiếp quản công ty ngay sau đó.